# 키로 글리고로프

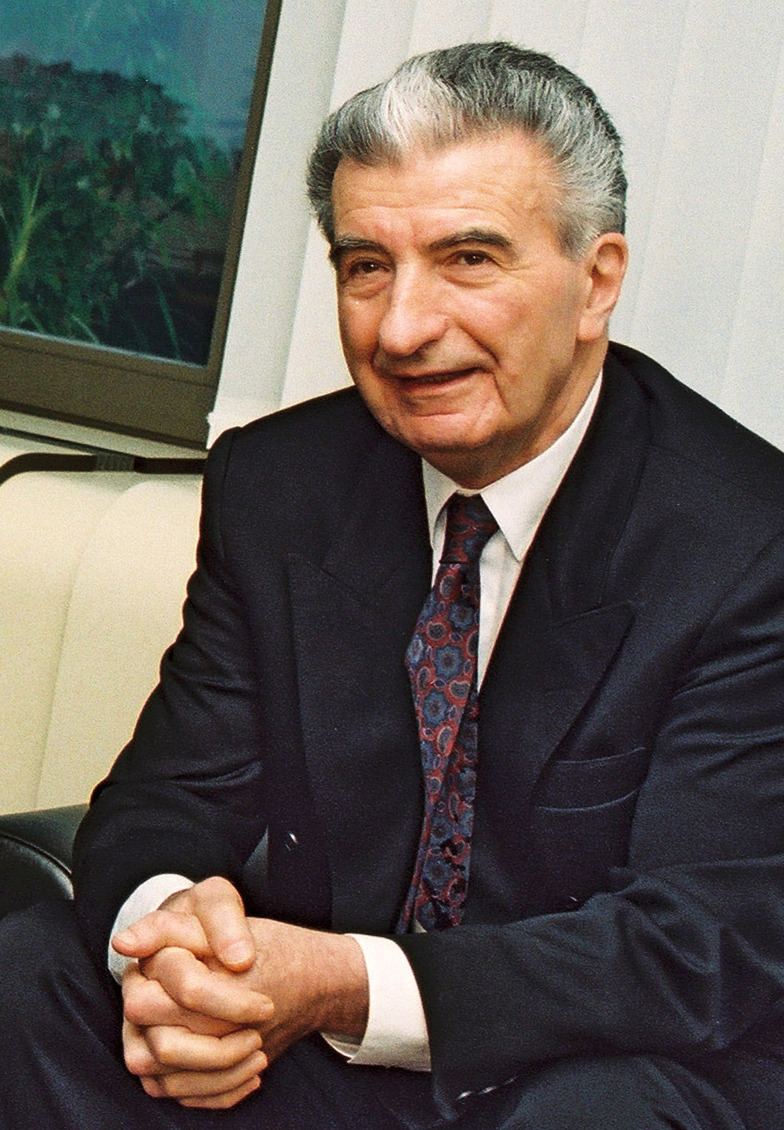
키로 글리고로프

키로 글리고로프(마케도니아어: Киро Глигоров, 1917년 5월 3일~2012년 1월 1일)는 북마케도니아의 정치인으로 1991년부터 1999년까지 초대 대통령을 역임했다. 베오그라드 대학교에서 법학을 졸업하고 유고슬라비아 사회주의 연방 공화국 시절부터 고위 직책을 맡아 왔으며, 연방행정위원회 재무부 국무비서, 유고슬라비아 대통령위원, 국회의장(1974년 5월 15일 ~ 1978년 5월 15일)을 지냈다.
1995년 10월 3일에는 스코페에서 차량 폭탄으로 인해 암살당할 위기에 몰렸다가 살아남았으나 한쪽 눈을 실명당하는 등 큰 장애를 입었다. 2012년 1월 1일 숙면 도중에 향년 94세를 일기로 사망했다. 유언에 따라 장례는 가족들만 참여한 채 비밀로 치러졌으며, 유해는 스코페 부텔시에 안장되었다.